# Stephaun Branch
Stephaun Branch (Upland, 7 november 1995) is een Amerikaans basketballer.

## Carrière
Branch speelde collegebasketbal voor West Georgia voordat hij zich in 2017 kandidaat stelde voor de NBA draft. Hij werd niet gekozen en tekende een contract bij de South Bay Lakers in de G-League nadat hij in de NBA Summer League speelde voor de Los Angeles Lakers. In 2018 werd hij geruild naar de Salt Lake City Stars. In 2019 speelde hij kort voor het Finse Ura Basket, op 18 december tekende hij bij de Antwerp Giants. In de zomer van 2019 speelde hij voor D2 in The Basketball Tournament. Hij won in 2020 de Belgisch beker, op 20 april tekende hij bij voor nog een seizoen.
In de zomer van 2020 speelde hij voor Team Challenge ALS in TBT. In 2021 trok hij naar Israël waar hij een contract tekende bij Ironi Nahariya waar hij speelde tot in 2022. In 2022 tekende hij bij Urunday Universitario in Uruguay en speelde twee wedstrijden voor hen waarna zijn contract werd ontbonden. In maart 2023 tekende hij bij het Nederlandse Donar om een aantal blessures bij de ploeg op te vangen. In de zomer van 2023 speelde hij voor In The Lab in The Basketball Tournament. Hij tekende voor het seizoen 2023/24 bij de Roemeense eersteklasser CS Vâlcea 1924.
In april 2024 ging hij spelen voor het Mexicaanse Ángeles de la Ciudad de México tot in juni 2024. In augustus 2024 ging hij spelen in de Rwandese competitie bij Patriots BBC. Hij speelde bij de club tot het einde van het seizoen in september 2024. In januari 2025 tekende hij bij het Indonesische Tangerang Hawks.

## Erelijst
- Beker van België: 2019/20